# Samsung Galaxy A8 Star
Samsung Galaxy A8 Star — смартфон середнього рівня, розроблений Samsung Electronics, що входить до серії Galaxy A. Був представлений 12 червня 2018 року. В Китаї пристрій був представлений як Samsung Galaxy A9 Star.

## Дизайн
Передня та задні панелі виконані зі скла Corning Gorilla Glass 5. Бокова частина виготовлена з алюмінію.
За дизайном задньої панелі Galaxy A8 Star вирізняється розташуваннями блоку камери в правому верхньому кутку замість звичного для Samsung на той час розташування блоку камери посередині.
Знизу знаходяться роз'єм 3,5 мм аудіо, USB-C, мікрофон та динамік. Зверху розташований другий мікрофон. З лівого боку розміщені кнопки регулювання гучності та кнопку виклику голосового асистента Bixby. З правого боку розміщені гібридний слот під 2 SIM-картки або 1 SIM-картку і карту пам'яті формату microSD до 400 ГБ та кнопка блокування смартфона. Сканер відбитків пальців розташований на задній панелі.
Galaxy A8 Star продавався в варіантах в чорному та білому кольорі.

## Технічні характеристики

### Апаратне забезпечення

#### Платформа
Пристрій отримав процесор Qualcomm SDM660 Snapdragon 660 та графічний процесор Adreno 512.

#### Акумулятор
Акумуляторна батарея отримала об'єм 3700 мА·год та підтримку швидкої зарядки на 15 Вт.

#### Камера
Смартфон отримав основну подвійну камеру 24 Мп, f/1.7 (ширококутний) + 16 Мп, f/1.7. Обидві камери з фазовим автофокусом. Фронтальна камера отримала роздільність 24 Мп (ширококутний) та світлосилу f/2.0. Основна камера вміє записувати відео в роздільній здатності до 4K@30fps, а фронтальна — до 1080p@30fps.

#### Екран
Екран Super AMOLED, 6.3", FullHD+ (2220 × 1080) зі щільністю пікселів 392 ppi та співвідношенням сторін 18.5:9.

#### Пам'ять
Смартфон продавався в комплектаціях 4/64 та 6/64 ГБ.

### Програмне забезпечення
Galaxy A8 Star був випущений на Samsung Experience 9.0 на базі Android 8.0 Oreo. Був оновлений до One UI 2.1 на базі Android 10.